# Ioppe
Ioppe (dziś: Jafa) - starożytne miasto w Palestynie, będące portem Jerozolimy. W połowie I wieku p.n.e. Pompejusz przyłączył je do prowincji rzymskiej Syrii. W okresie cesarstwa miasto opanowali piraci, wobec czego cesarz Wespazjan nakazał je zburzyć i wybudować na jego miejscu obronną twierdzę.